# Litchi
Pour l’article ayant un titre homophone, voir Leetchi.
Pour le « Baboulier de Chine » de la famille des Betulaceae, voir Corylus chinensis.
Litchi chinensis
Espèce
Classification APG III (2009)
Le Litchi de Chine (Litchi chinensis), le Litchi de Madagascar, ou plus simplement Litchi, ou Letchi, est un arbre fruitier de la famille des Sapindaceae, qui produit le fruit comestible du même nom. Cet arbre tropical est la seule espèce du genre Litchi.
L'arbre est originaire des provinces du Guangdong, Fujian et du Yunnan de la Chine où sa culture est attestée depuis plus de 2 100 ans. La partie consommée est l'arille juteux qui entoure une graine unique. Le litchi ressemble, par sa structure, à d'autres fruits tropicaux de la même famille : le longane (ou longani), le ramboutan (ou « litchi chevelu »), le quenettier. Le litchi est le plus important sur le plan économique.
Originaire du sud-est de la Chine et d’Asie du Sud-Est, la sous-espèce chinensis a été introduite pour la production fruitière dans d'autres régions tropicales comme au Cambodge, en Inde, au Vietnam, à Madagascar, en Thaïlande, à Hawaii, à La Réunion (où le fruit est appelé letchi et l'arbre pied de letchi ou pied letchi), à Mayotte, à Maurice, aux Comores, en Nouvelle-Calédonie (réputée pour ses letchis de Houaïlou), en Martinique et en Guadeloupe, où il reste rare et où les difficultés d’acclimatation ne permettent qu’une maigre récolte à peu près tous les cinq ans, au Brésil dans l'État de São Paulo, etc.
La Chine est le principal pays producteur, suivie de loin par l'Inde, le Vietnam, Taïwan et Madagascar.
Dans l’hémisphère nord, les litchis sont consommés en Asie à la saison chaude, à leur époque de production en mai-juin-juillet, alors qu’en Europe, ils sont consommés à la saison froide au moment des fêtes de fin d’année, approvisionnées par des fruits importés de l’hémisphère sud.

## Étymologie
Le mot français litchi est un emprunt au chinois : 荔枝 ; pinyin : lìzhī ; cantonais Jyutping : lai6 zi1, par l’intermédiaire des récits de voyage portugais et espagnols où il est attesté sous la forme lechia, respectivement en 1541 et 1585. En français, on le relève d’abord en 1588 sous la forme lechia dans une traduction de l’espagnol, puis en 1665 sous la forme li-ci, dans une traduction du latin, (voir ci-dessous la planche de Flora Sinensis), et en 1696, sous la forme létchi et enfin litchi (1721).

## Nomenclature

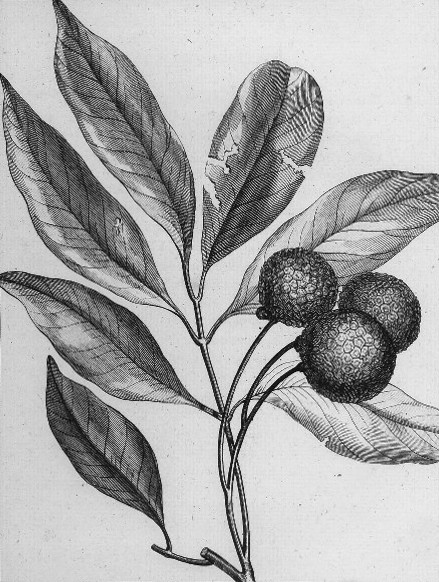
Litchi.
Illustration de P. Sonnerat.

Le naturaliste Pierre Sonnerat, au retour d’un voyage en Asie de 1774 à 1781, publie un ouvrage où il rassemble toutes les observations qu’il a pu faire sur place. Le Voyage aux Indes orientales et à la Chine (1782) connaitra un immense succès de librairie. Cet ouvrage offre la première description scientifique de nombreuses espèces animales et végétales dont celle d’un arbre fruitier qu’il nomme Litchi chinensis.

## Synonymes
Selon Tropicos, les synonymes sont des descriptions postérieures à celle de Sonnerat :
- Dimocarpus lichi João de Loureiro, 1790
- Litchi chinensis var. euspontanea H.H. Hsue, 1983
- Nephelium chinense (Sonn.) Druce, 1917
- Nephelium litchi Cambess., 1829
- Scytalia chinensis (Sonn.) Gaertner, 1788

## Dénominations
- Nom scientifique valide : Litchi chinensis Sonn.[7] ;
- Nom vulgaire (vulgarisation scientifique) recommandé ou typique en français : Litchi[8],[9],[10],[11],[12],[13],[14] ou letchi[10],[11],[12],[13],[14];
- Autres noms vulgaires ou noms vernaculaires (langage courant) pouvant désigner éventuellement d'autres espèces : litchi de Chine [7],[10],[15], litchier (d’après wiktionnaire), cerisier de Chine[7],[10],[15] (terme déconseillé[14]), noisetier de Chine[11],[16], létchi[10], litchee[11], lytchee[11],[13], litchi ponceau[10], ponceau[10] (ponceau est une nuance de rouge vif foncé[17]).

## Description

### L'arbre

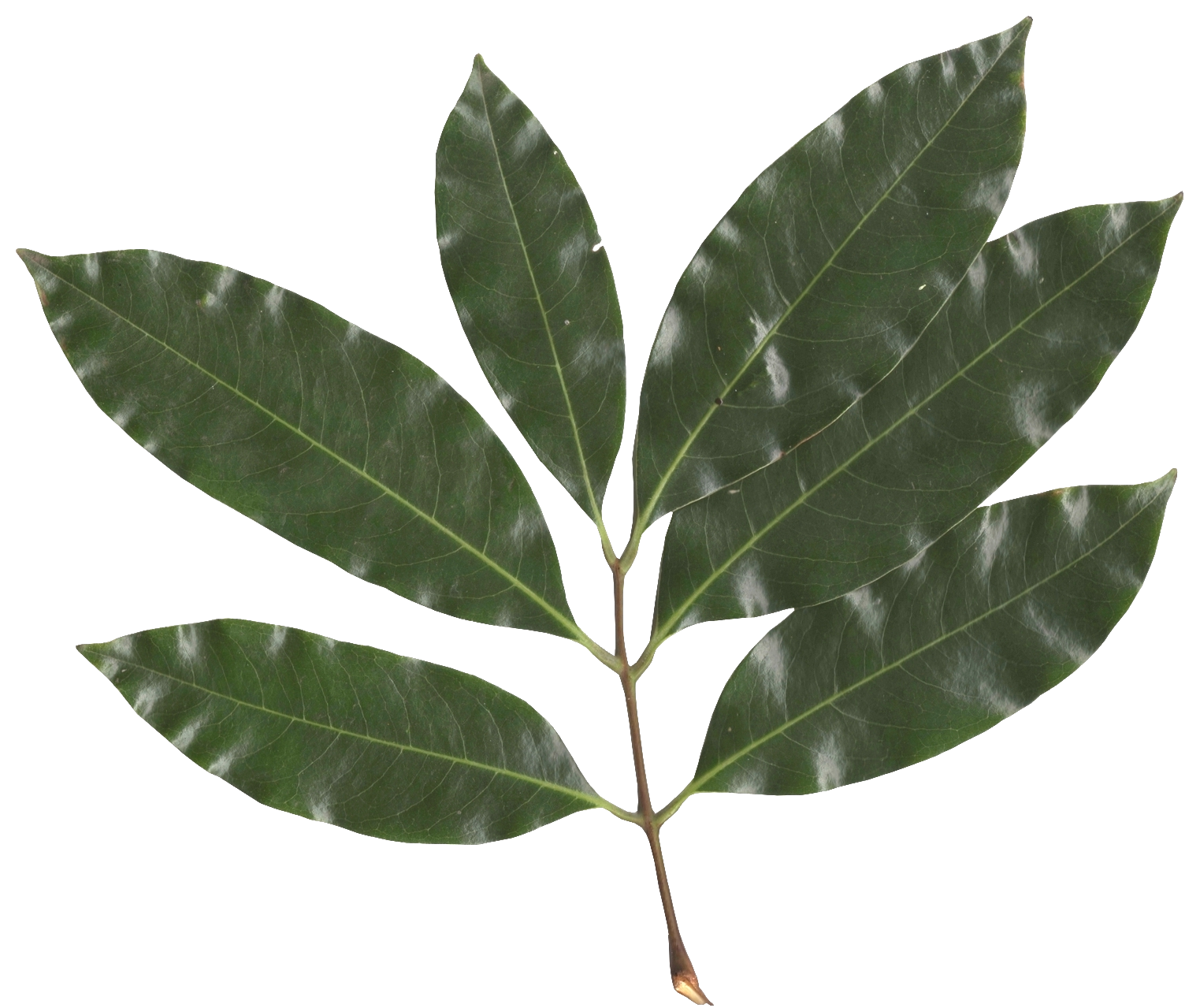
Feuille pennée caractéristique.

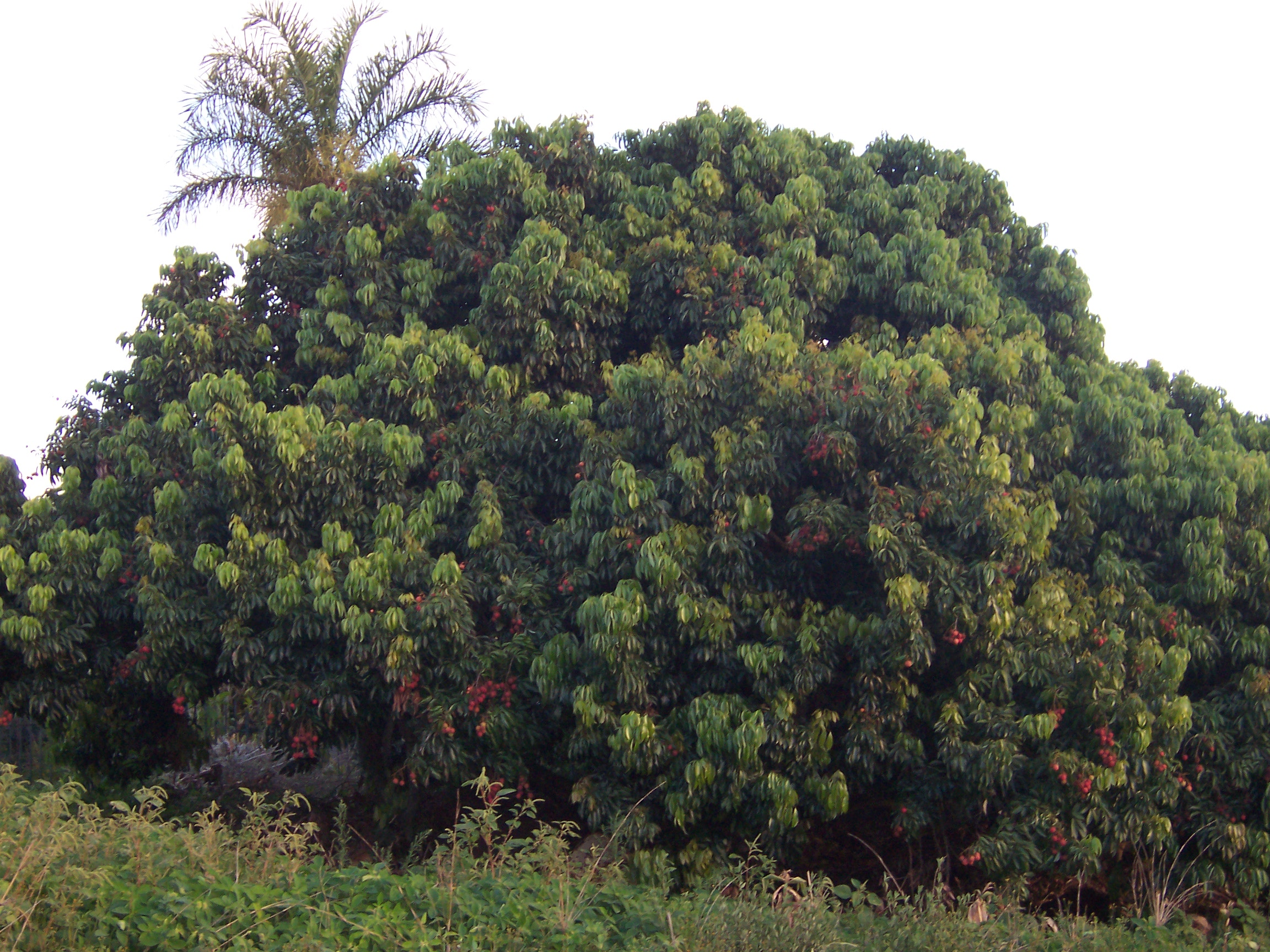
Silhouette ronde de l'arbre.

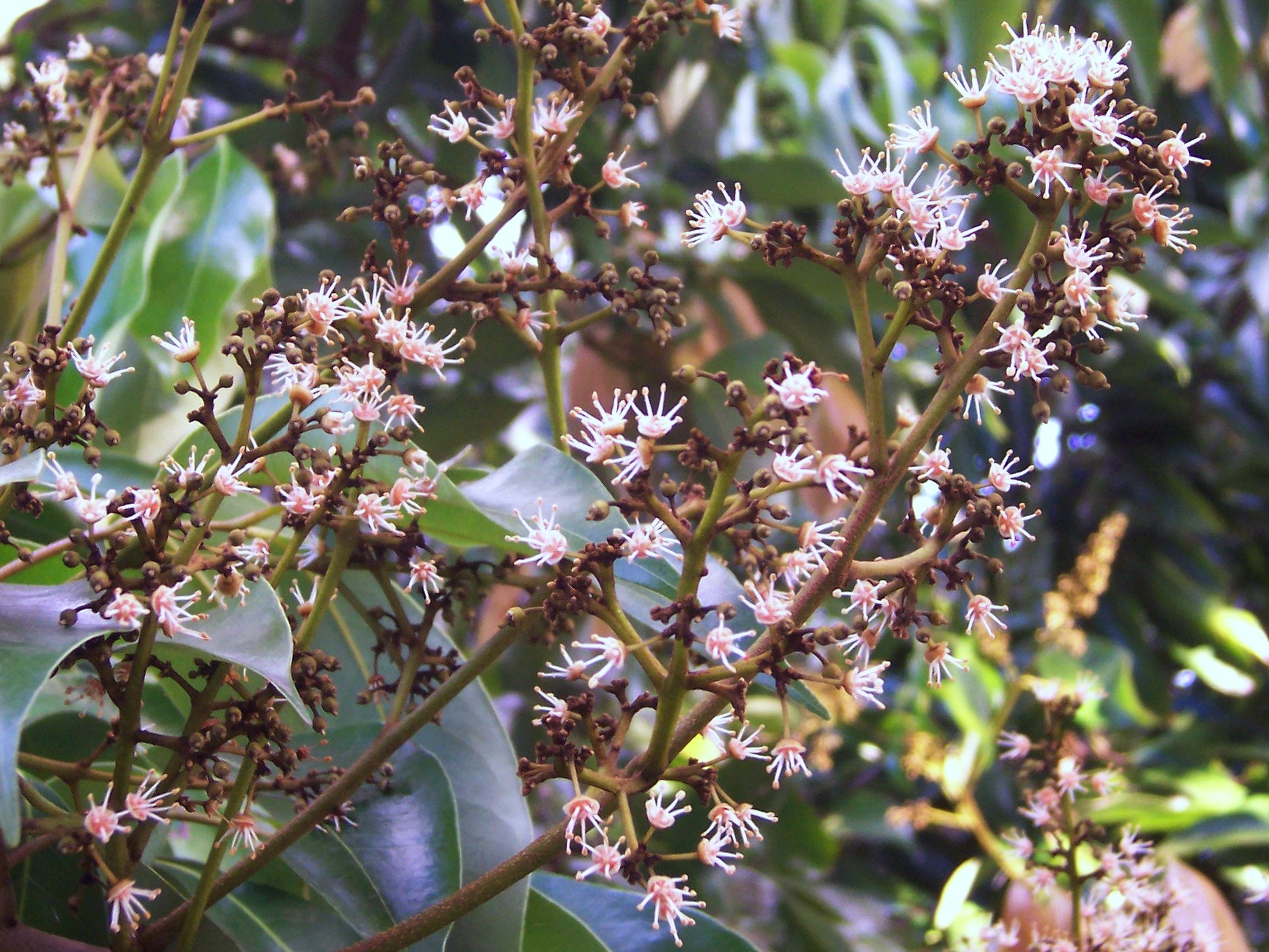
Inflorescences de litchi.

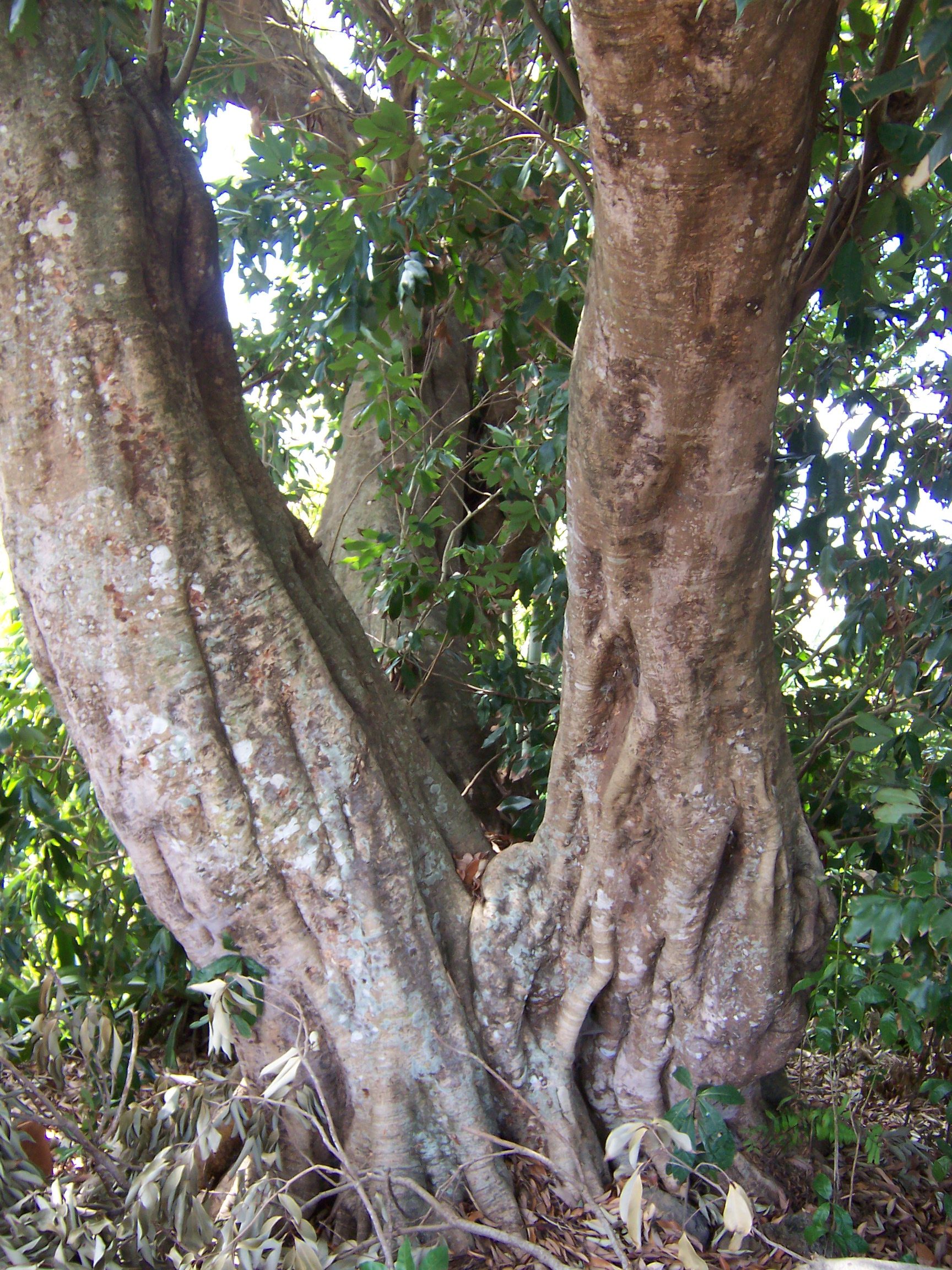
Écorce lisse mais de surface très irrégulière au niveau du tronc.

Litchi chinensis est un arbre à feuilles persistantes, de taille moyenne qui peut atteindre une hauteur de 15 à 20 m voire 30 m. La silhouette générale est assez ronde, le feuillage est dense et bien couvrant. Le tronc est souvent ramifié à faible hauteur du sol. L'écorce est grisâtre, lisse mais la surface du tronc est très irrégulière, côtelée ou cannelée.
Il possède des feuilles composées, alternes, de 15 à 25 cm de long. Elles sont paripennées, ce qui signifie qu'elles sont formées d'un nombre pair de folioles et qu'il n'y en a pas une en position terminale. Les folioles, au nombre de deux à huit par feuille, mesurent chacune de 6 à 15 cm de longueur sur 2 à 4 cm de large. Le limbe est lancéolés ou ovales-lancéolés. Le dessus du limbe est d'un vert assez foncé et d'aspect vernissé, le dessous est plutôt grisâtre et d'aspect mat. Avant d'atteindre cette coloration à plein développement, les jeunes feuilles présentent une teinte rouge cuivré brillant puis vert tendre.
Les inflorescences terminales sont des thyrses (grappes de cymes), dressés pouvant atteindre 30 cm de long, très ramifiées. Les fleurs sont de petite taille (4 à 5 mm de diamètre chacune) et de couleur blanc rosâtre à blanc verdâtre, sans pétale. L’espèce est monoïque : les fleurs sont unisexuées soit mâles et comportant de 6 à 8 étamines entourant un carpelle stérile, soit femelles et formées d’un ovaire courtement pétiolé, à 2 (ou 3) loges, avec un ovule par loge, et 6 staminodes (étamines atrophiées). La fécondation est assurée par les insectes, principalement par les abeilles (Apis mellifera, A. dorsata, A. cerana indica, A. florea), les mouches et les guêpes. La pollinisation par les abeilles domestiques est un moyen efficace pour améliorer le rendement et la qualité des fruits .

### Le fruit
Le fruit est globuleux - une sphère ou sphéroïde - de 3 à 4 cm de diamètre, parfois un peu en forme de cœur, entourée d'une enveloppe assez coriace d'aspect écailleux qui prend une couleur rose à rouge à maturité. Il est profondément divisé en 2 ou 3 schizocarpes, généralement seulement 1 ou 2 développés, ovoïdes ou subglobuleux.
Sur la photo du centre, ci-dessous, on voit 3 schizocarpes différents : 1) avec 2 méricarpes bien développés, 2) avec un des deux méricarpes atrophié 3) ou disparu. Généralement, sur les deux ovules présents dans l’ovaire, un seul est fonctionnel, l’autre dégénère plus ou moins.

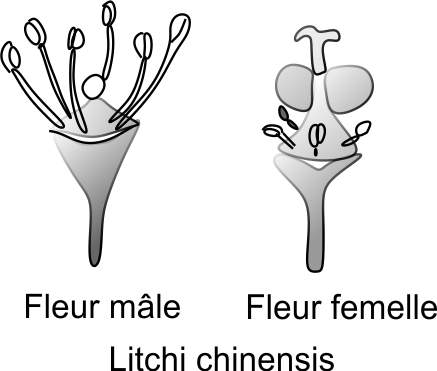
Fleur mâle et femelle (ovaire à 2 carpelles).
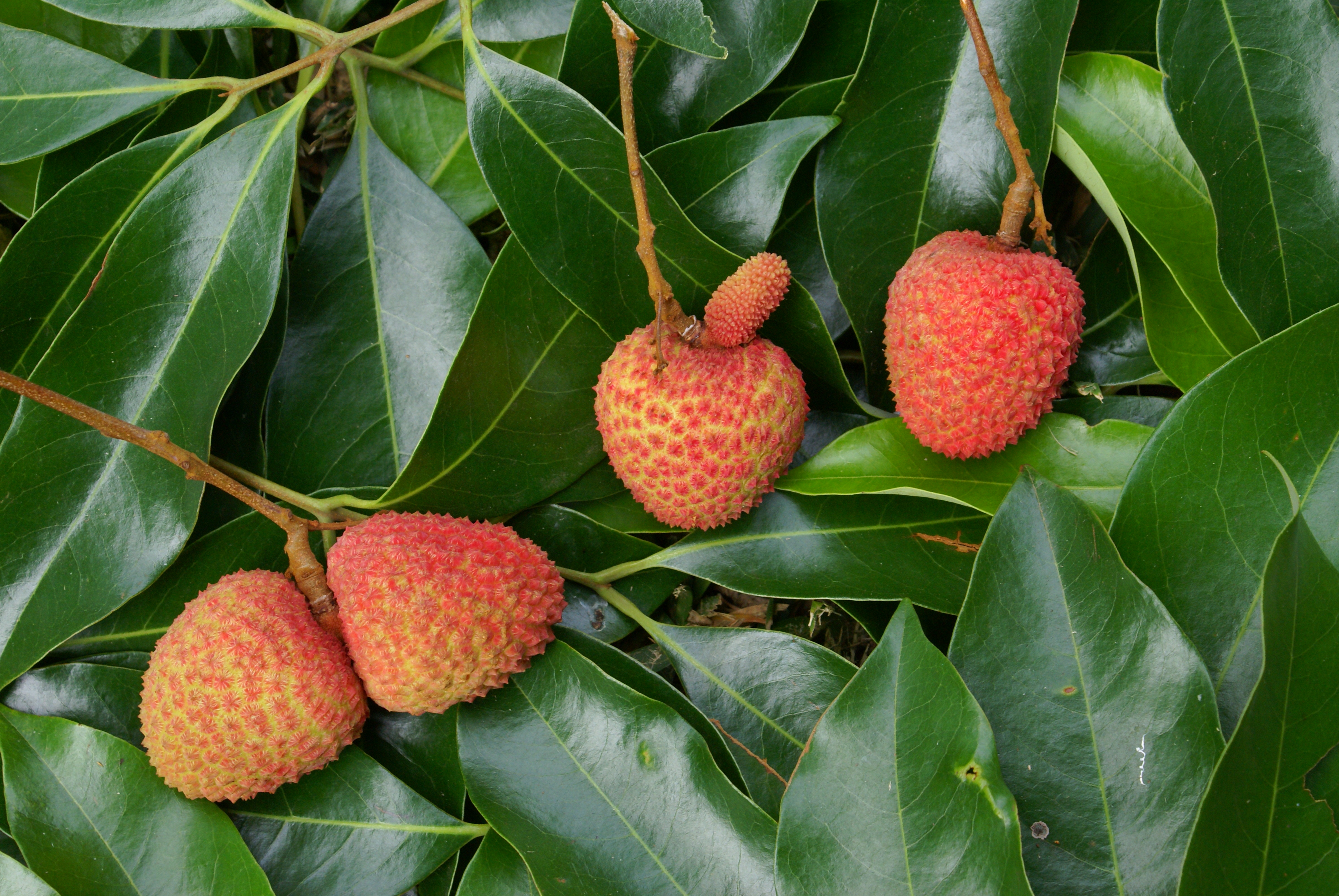
Schizocarpes :2 litchis doubles et 1 litchi simple.
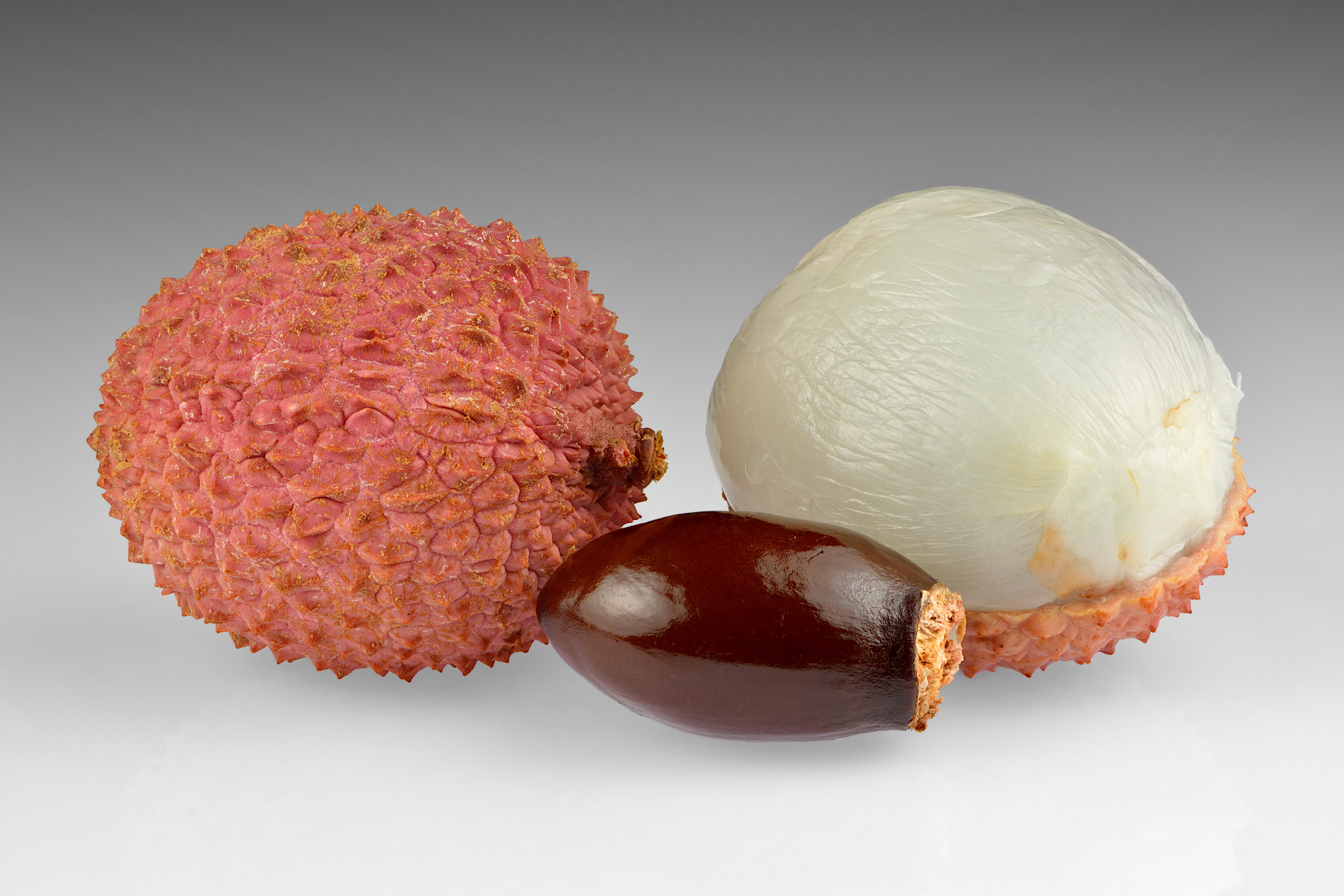
Le fruit du Litchi et sa graine..

Les fruits sont portés par des grappes pendantes. Chaque grappe compte de quelques unités à quelques dizaines de litchis.
Après cueillette, la coque brunit assez rapidement mais la saveur et la qualité du fruit se maintiennent au-delà de ce brunissement.
L'intérieur du fruit contient une partie pulpeuse, de couleur blanc vitreux, parfumée et juteuse, riche en vitamine C, qui est en fait un arille, une excroissance produite au niveau de la bordure du hile, la cicatrice nourricière de la graine.
Bien qu'il lui ressemble, le litchi n'est donc pas une drupe car le mésocarpe, au lieu d'être développé et charnu, ne forme que la mince pellicule médiane de la coque.
Au centre du fruit se trouve la graine unique, de forme oblongue, de couleur brun vernissé, qui ressemble à un petit marron d'Inde allongé. Cette graine est toxique et ne doit pas être consommée.

## Sous-espèces et variétés

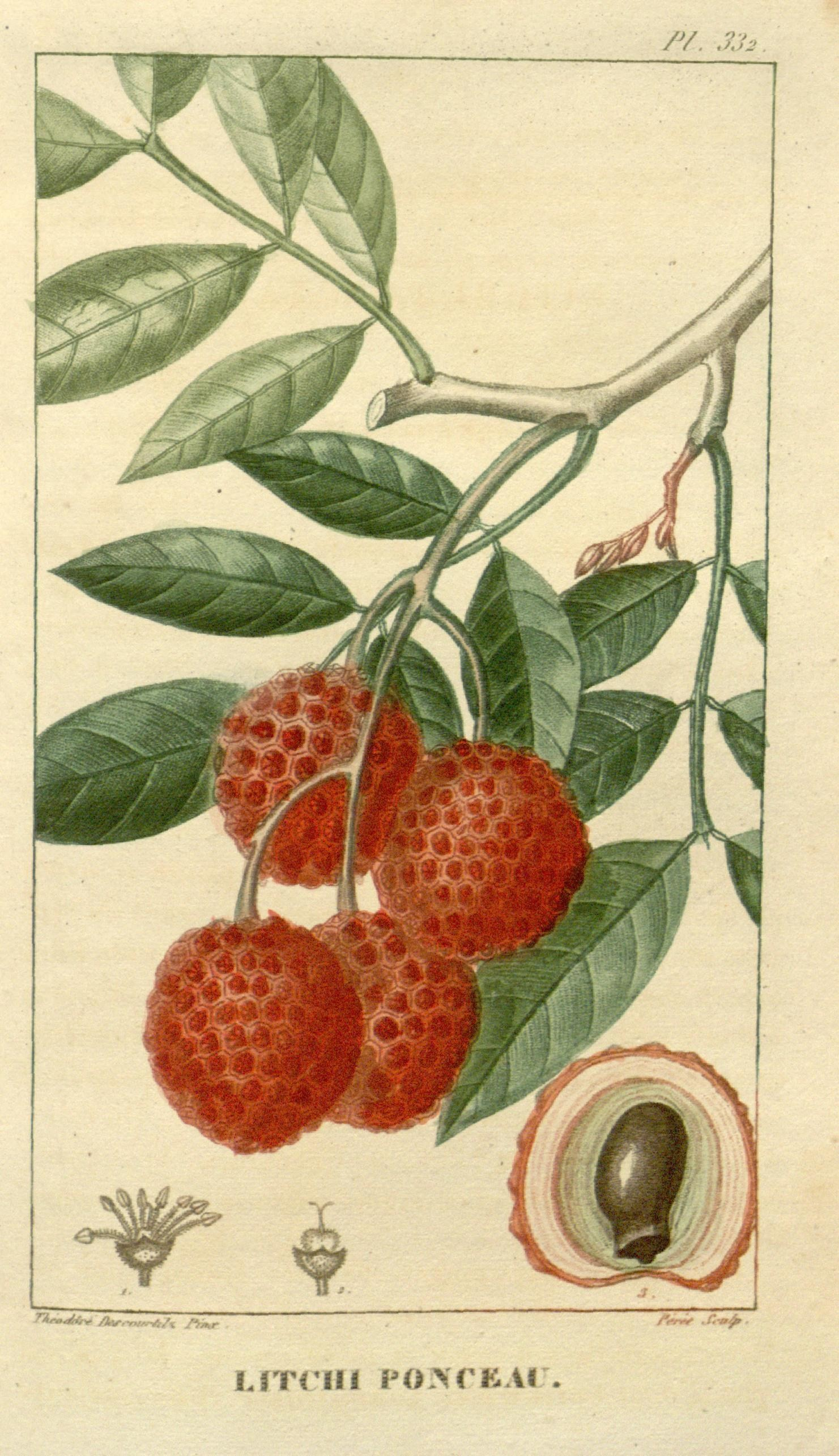
Litchi : feuilles, fruits, fleurs.

Il existe trois sous-espèces de Litchi chinensis :
- Litchi chinensis subsp. chinensis, originaire du Sud de la Chine et de l’Indochine ; c’est le litchi commun cultivé ; feuilles à 4 à 8 folioles (rarement 2), rameaux minces, fruits lisses ou avec des tubercules de 2 mm ;
- Litchi chinensis subsp. philippinensis (Radlk.) Leenh., originaire des Philippines (où elle est commune mais rarement cultivée) et de Papouasie-Nouvelle-Guinée (Indonésie) ; les feuilles ont 2 à 4 folioles (rarement 6), les rameaux sont plus minces, les fleurs ont 7 étamines parfois 6, les fruits sont allongés munis de tubercules atteignant 3 mm
- Litchi chinensis subsp. javensis Leenh., originaire de l’île de Java, à fruits presque lisses et arille plus fin, et rameaux plus épais ; elle est cultivée dans l’ouest de Java et le sud de l’Indochine[24].

Divers cultivars ont été développés. Ils sont généralement multipliés par marcottage. Les cultivars ont été sélectionnés pour la petitesse de leur noyau, l’abondance et la douceur de leur pulpe comestible.
Les Chinois qui cultivent le litchi depuis des siècles, possèdent une dizaine de cultivars importants. Parmi ceux-ci, les meilleurs sont 桂味 guìwèi , « Parfum d’osmanthe », et 糯米糍 nuòmǐcí « Galette de riz gluant », cultivés dans les environs de Canton, à maturité début juillet. La variété la plus précoce est 三月红 sanyuehong « Rouge du 3e mois », à maturité le troisième mois lunaire (sanyue). Sans oublier 妃子笑 Fēizixiào « Sourire de la concubine », un clin d’œil aux vers célèbres de Du Mu 骑红尘妃子笑，无人知是荔枝来 « À la poussière rouge soulevée par les cavaliers, la concubine sourit, personne ne sait que les litchi arrivent » (voir ci-dessous la section histoire).

## Distribution
L’espèce est originaire de la Chine du Sud-Est, du Laos, de la Malaisie, de la Thaïlande, du Vietnam, de Java, des Philippines et de Nouvelle Guinée.
Elle a été introduite dans les territoires suivants : Bangladesh, Cambodge, Himalaya oriental, Inde, île Maurice, La Réunion, etc.

## Histoire culturelle

### Par des Chinois

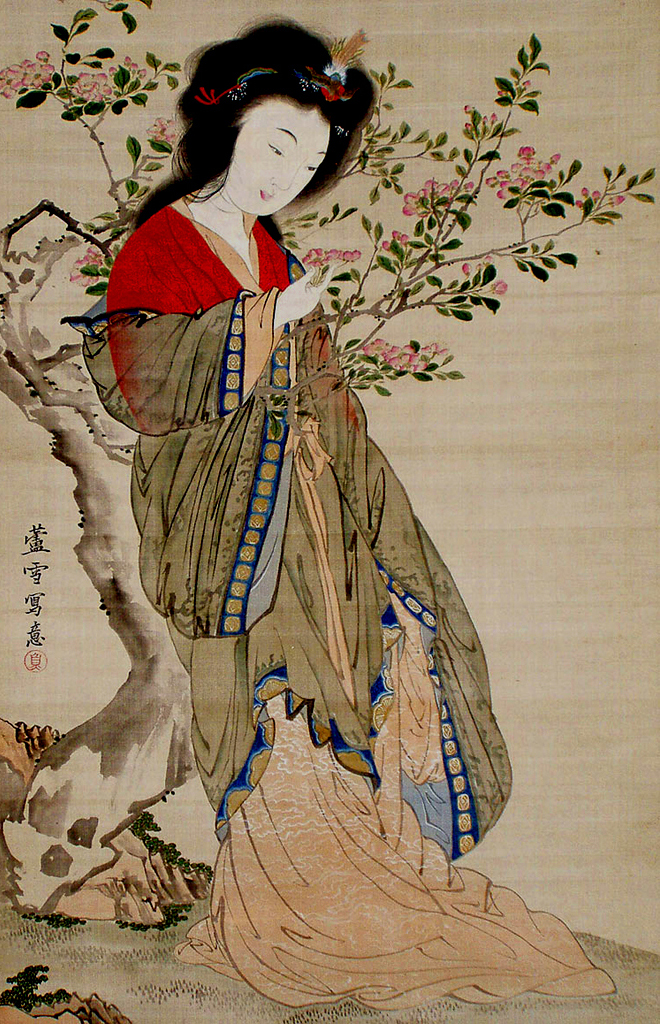
Yang Guifei,
la Beauté sublime.

La première mention textuelle du litchi se trouve dans une œuvre poétique de Sima Xiangru 司马相如 (-179 ; -117) intitulée Shanglin fu 上林賦 portant sur la réserve impériale de chasse de l’empereur Han Wudi,. L’arbre est désigné par les deux caractères 离支 lízhī, homophone du terme moderne 荔枝 lìzhī (sauf pour le ton de la première syllabe). La morphologie de 离支 est « laisser.rameau » parce que les anciens récoltaient le fruit avec le rameau qui le porte, afin de prolonger sa période de fraicheur. Sinon « séparé de son rameau, le fruit en un jour change de couleur, en deux jours il change son parfum et en trois jours il change de goût » dira le poète Bai Juyi.
Pour les Chinois, le litchi évoque aussitôt le cliché de « la concubine Yang Guifei mangeant des litchis », associé à des poèmes de Du Mu 杜牧 et de Su Shi 苏轼. L’extraordinaire beauté de Yang Guifei 杨贵妃 (VIIIe siècle), la concubine favorite de l'empereur Xuanzong de la dynastie Tang, ne pouvait venir que par « sympathie mimétique » des litchis qu’elle adorait manger. En effet, en s’en régalant, sa peau allait garder le parfum et la fraîcheur des fruits et son teint devenir semblable à la blancheur translucide de la pulpe. Les fruits ne poussaient que dans le sud de la Chine, et disait-on, étaient livrés par les messagers impériaux qui se relayaient à cheval jour et nuit pour apporter la précieuse denrée à la capitale Chang'an. Le poète Du Mu (IXe siècle) a évoqué cette histoire dans les vers célèbres « À la poussière rouge soulevée par les cavaliers, la concubine sourit, personne ne sait que les litchis arrivent ».
Sous les Song du Nord, le poète Su Shi (1037-1101), qui vivait plus de trois siècles après Yang Guifei, fut exilé à Lingnan (en), un pays reculé à l'extrême sud-est de la Chine, considéré par la cour impériale comme une terre barbare tropicale. Fin gourmet, Su Shi lorsqu'il mangea des litchis pour la première fois, connut comme une révélation. Il produisit sur le champ un poème pour célébrer les litchis, avec deux vers très célèbres, devenus une référence littéraire toujours citée « Si je mange 300 litchis par jour, je suis prêt à vivre à Lingnan pour toujours ». Dans le poème « Lamentation des litchis » 荔枝叹, Su Shi dénonce la cruauté du pouvoir, prêt à sacrifier des vies humaines pour satisfaire les caprices de la concubine favorite,:
| Encore dix li, et une auberge baignée de poussière,              | 十里一置飞尘灰     |
| Encore cinq li, et un relais de poste pour activer les coursiers | 五里一堠兵火催     |
| Comme des mouches, meurent les hommes au bord des routes...      | 颠坑仆谷相枕藉...  |
| Tout cela pour conquérir un sourire de la Beauté du Palais       | 宫中美人一破颜     |
| Même au prix du sang et d’une souffrance inoubliable...          | 惊尘溅血流千载 ... |
Depuis des siècles, on a débattu pour savoir d’où venaient les litchis consommés par la concubine Yang. Certains historiens ont remarqué que les litchis pouvaient provenir du pays de Shu 蜀 (Sichuan), situé à environ 1 000 kilomètres (2 000 li) de la capitale, mais s’ils provenaient de Lingnan 岭南 à l’extrême sud-est du pays, où était relégué Su Shi, c’était deux fois plus loin et donc très peu vraisemblable.
Sous les Song (960-1279), le haut fonctionnaire Cai Xiang 蔡襄 publie la première monographie consacrée au litchi : 荔枝譜 Lìzhī pǔ. Il existe 32 variétés réputées de litchi. Elles sont produites dans les quatre pays de le côte.
En 1593, le médecin Li Shizhen donne un ouvrage de matière médicale magistral, qui se propose de reprendre tout le savoir médical accumulé au cours de la longue tradition des bencao (matière médicale), complété par le savoir encyclopédiste non médical des meilleurs spécialistes. Dans la longue notice sur le litchi, il indique que l’arbre pousse dans le sud du pays et qu’il a commencé à être récolté et cultivé sous la dynastie Han.

### Par des Européens

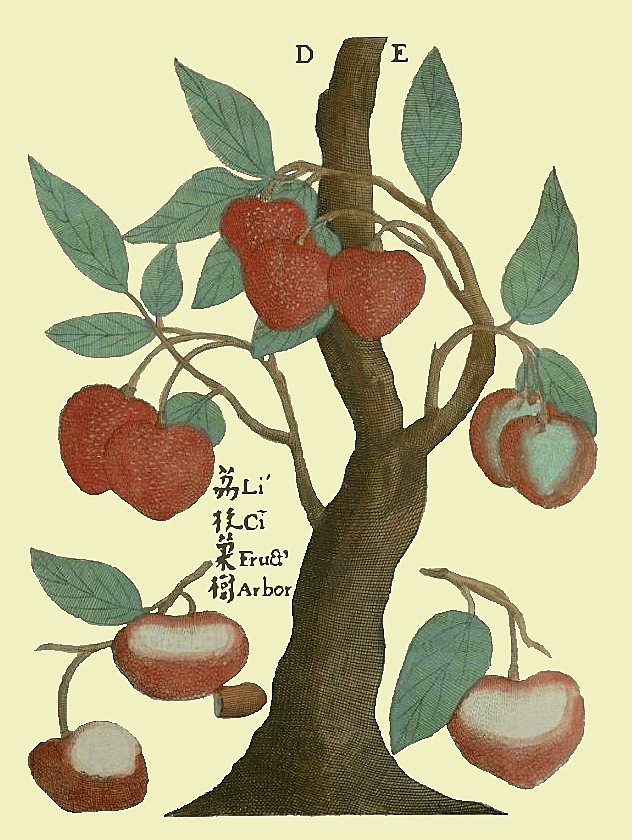
Li-ci 荔枝
Planche de Flora Sinensis (1656), de Michał Boym.

La première mention connue du litchi par un Européen est celle rapportée par Michał Boym (ca.1612–1659), un jésuite polonais missionnaire en Chine, naturaliste et géographe, dans son ouvrage en latin Flora Sinensis. Dans la traduction en français de l’ouvrage en 1696, il est dit « Les Chinois des Provinces Australes font sécher ces fruits,& les transportent durant l’Hiver dans d’autres Provinces ; ils font aussi un vin fort agréable... ils meurissent au mois de Juin et Juillet, la poudre de leur noyaux est en usage dans leur médecine » (Flora sinensis, ou traité des Fleurs, des Fruits, des Plantes et des Animaux, particuliers à la Chine, œuvre située à la fin de du recueil Relations de divers voyages curieux).
Un autre missionnaire jésuite, le père d'Incarville, collectera le litchi et l'enverra dans un herbier à Bernard de Jussieu en 1740.
L'explorateur, ingénieur et botaniste du XVIIIe siècle, Joseph-François Charpentier de Cossigny de Palma (1736-1809), assisté de Pierre Poivre, introduisit le litchi et le longane à La Réunion et à l’ile Maurice en 1764 après ses voyages en Chine et en Inde (1751 à 1753). De là, le litchi fut planté à Madagascar, qui est devenu, aujourd'hui, un des plus grands producteurs mondiaux.
Le litchi a été décrit en 1782 par Pierre Sonnerat au retour de son voyage en Asie du Sud-Est et en Chine.
Sur l'île de la Réunion, on l'appelle « letchi » où cette ancienne prononciation a été conservée.

## Production

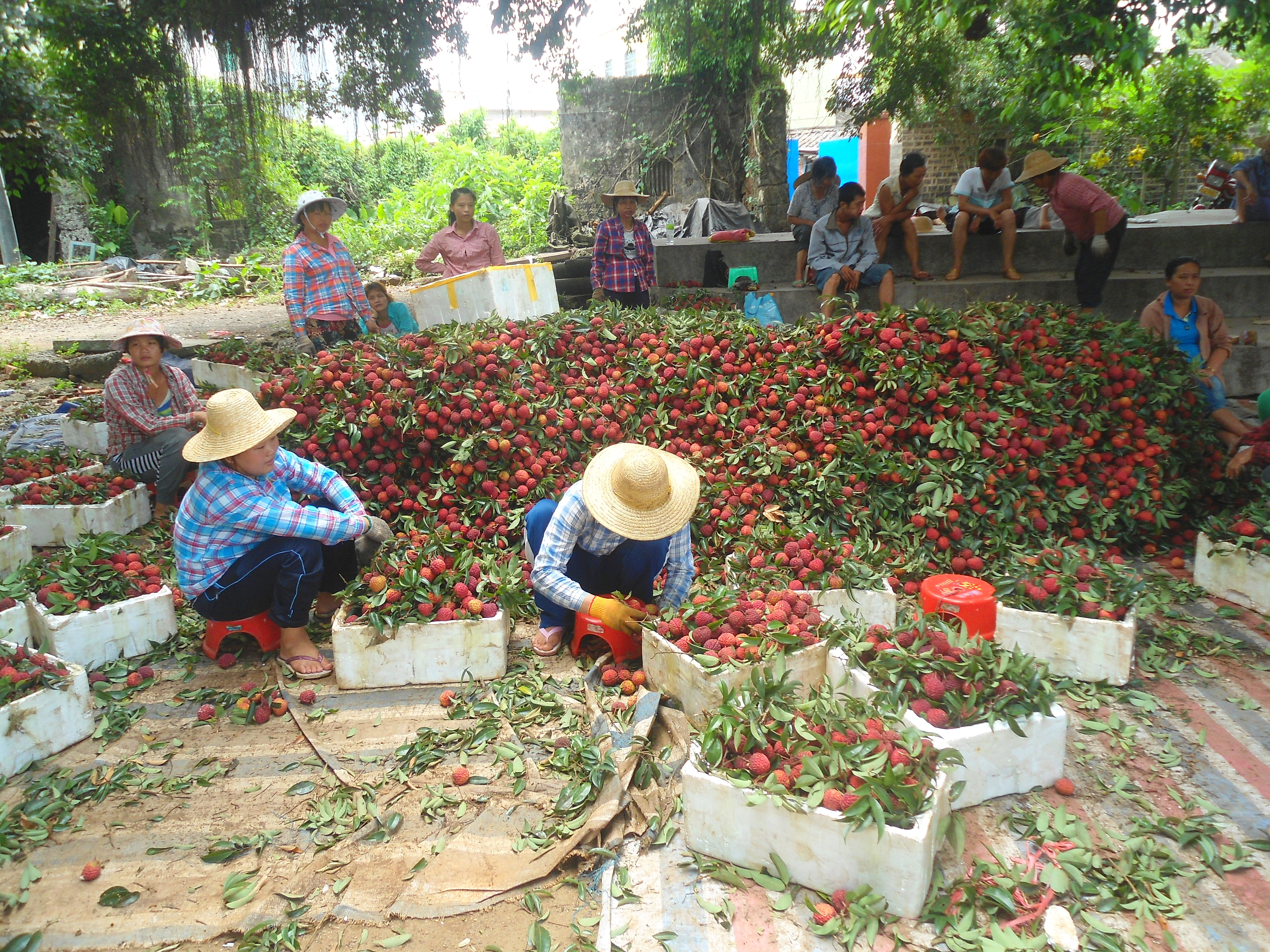
Tri des litchis à Hainan (Chine).

Le litchi originaire de Chine est maintenant l’objet d’une culture commerciale dans plus de 20 pays. La sous-espèce Litchi chinensis subsp. chinensis est la seule à être cultivée. Les litchis les plus réputés sont ceux de la province du Guangdong.
La Chine est le principal pays producteur et exportateur, suivie par l’Inde, le Vietnam, Taïwan et Madagascar. Les litchis sont également cultivés aujourd'hui en Afrique du Sud, à La Réunion et, en grande quantité, à Madagascar, pays dans lequel la majeure partie de la production est exportée en France. Il est également important de noter une production notable de litchis en Nouvelle-Calédonie, particulièrement dans la région de Houaïlou, dans le nord de l'île, où a lieu tous les ans la Fête du letchi. Organisée au mois de décembre, pendant la saison chaude, la fête accueille en général entre 1 000 et 2 500 visiteurs.
En 2020, la production totale estimée de litchi en Chine est d'environ 2,55 millions de tonnes, en hausse de 11,3 % par rapport à 2019 et à peu près égale à la production de 2018 (environ 2,6 millions de tonnes) . La Chine exporte une partie de sa production vers la Malaisie et les États-Unis.
La surface cultivée des litchis est estimée à 533 000 ha. Entre les latitudes de 19° et 24° N, les provinces productrices chinoises sont : le Guangdong, Guangxi, Fujian, Hainan, Yunnan et Guizhou, quoiqu'au Sichuan, en raison d’un micro-climat particulier dans les xian de Yibin et Dukau, à des latitudes de 28–29° N, des litchis soient cultivés. De 1949 à 1982, la production annuelle chinoise était très modeste, environ 40 000 tonnes. Après la réforme économique chinoise des années 1980 de Deng Xiaoping, la production connut une croissance exponentielle.
En Inde, 721 000 tonnes de litchis ont été produits en 2019, sur 96 000 ha. La production se fait principalement dans le Bihar (80 %) puis dans le Jharkhand, le Chhattisgarh, et l’Assam,.
Pour la saison 2018-2019, 80 % des importations européennes du fruit proviennent de Madagascar, ce qui représente un quart des 100 000 tonnes produits annuellement par le pays. Le fruit calibré est acheté 20 centimes le kg dans les ports de Madagascar. À Marseille, les grossistes au sortir du navire le vendent 3 euros le kilogramme. Il existe un apport accessoire de l'île Maurice, de La Réunion. Le litchi d'Afrique du Sud qui ne peut produire avant les fêtes de Noël n'arrive sur le marché européen qu'en janvier. Le fret est maritime pour environ 95 %, en navire frigorifique ; il est complété par des expéditions aériennes de fruits frais cueillis à pleine maturité, les productions mauriciennes et réunionnaises étant ainsi exclusivement acheminées par avion.
Les litchis asiatiques arrivent à maturité en mai-juin-juillet mais grâce aux cultivars plus ou moins précoces, il est possible d’en avoir d’avril à août. Ils sont donc consommés en Asie à la saison chaude. Dans l’hémisphère sud, comme à Madagascar, la saison de la récolte est de novembre à février. Ils sont donc consommés en Europe, dans la saison froide.
Le marché européen est approvisionné de novembre à février. La consommation passe par deux pics : les fêtes de fin d’année et le Nouvel an chinois.
| Production de litchis (2000-2009 en tonnes) | Production de litchis (2000-2009 en tonnes) |
| ------------------------------------------- | ------------------------------------------- |
| Chine                                       | 1 450 000                                   |
| Inde                                        | 429 000                                     |
| Vietnam                                     | 156 000                                     |
| Taïwan                                      | 109 000                                     |
| Madagascar                                  | 100 000                                     |
| Thaïlande                                   | 43 000                                      |
| Mexique                                     | 16 000                                      |
| Afrique du Sud                              | 15 000                                      |
| Népal                                       | 14 000                                      |
| Bangladesh                                  | 13 000                                      |
| La Réunion                                  | 12 000                                      |
| Australie                                   | 6 000                                       |
| Maurice                                     | 4 000                                       |

## Utilisations

### Fruits

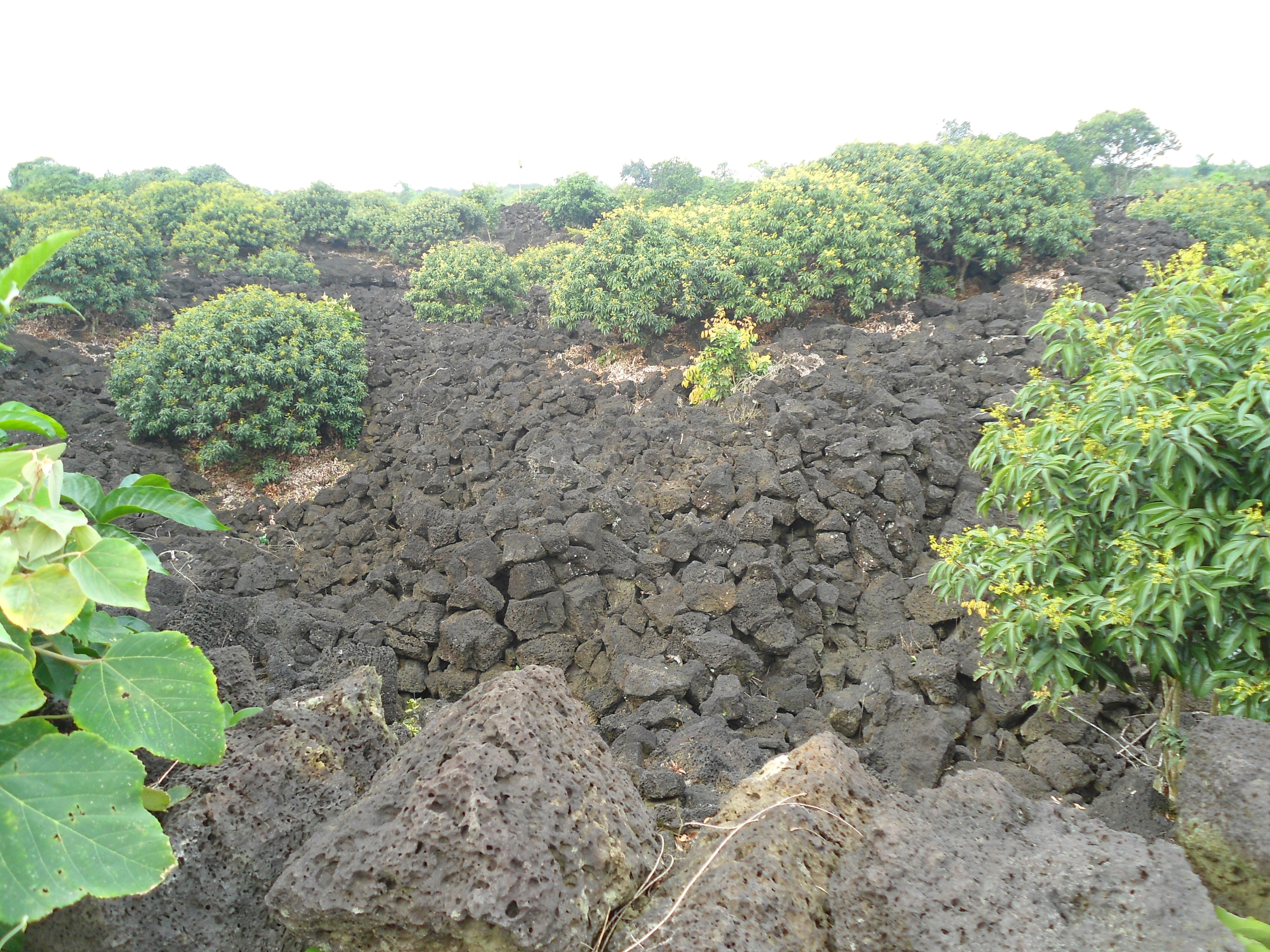
Culture de litchis sur une coulée de lave (Hainan).

Les fruits sont consommables crus, cueillis à maturité.
Comme celle des cerises, la production des litchis, que l'on appelle parfois « cerises de Chine », est saisonnière : en juin-juillet dans l'hémisphère nord, en décembre-janvier dans l'hémisphère sud.
Juteux, sucrés, doux et agréablement parfumés, faciles à décortiquer et à déguster en une ou deux bouchées, les litchis sont des fruits qui sont généralement appréciés d'un grand nombre de personnes.
Après cueillette, les litchis conservent leur bel aspect rouge assez peu de temps. Exposés à la chaleur et à la lumière, ils brunissent en quelques heures ce qui les rend moins attractifs quoiqu'encore très savoureux. Pour prolonger la tenue des fruits, ils sont cueillis en grappes avec branches et feuillages et protégés de l'exposition au soleil. À La Réunion, les branchages sont ainsi fourrés dans de grands ballots en tissage grossier de vacoa et les marchands ne les sortent pour les placer sur leurs étals qu'au fur et à mesure de la vente. Les litchis se conservent bien pendant plusieurs jours s'ils sont enveloppés dans du papier et placés au réfrigérateur.
Pour l'exportation, les litchis sont généralement conditionnés dans des cartons et maintenus au frais, ce qui suffit à une bonne conservation de quelques jours dans le cadre d'expéditions rapides. Les meilleurs fruits sont ceux qui sont cueillis à maturité. Les fruits de bas de gamme que l'on trouve en masse sur les marchés européens sont souvent cueillis encore trop verts, ils sont plus aptes à voyager mais ils conservent une très forte acidité. La prolongation de la durée de conservation et de la coloration est parfois obtenue par fumigation à l'anhydride sulfureux suivi d'un trempage dans un bain acide, mais ce traitement actuellement légal fait l'objet de sérieuses réserves pour la santé publique.
Les litchis se prêtent bien à la congélation. On peut congeler soit les fruits entiers, soit seulement la pulpe. On trouve aussi abondamment des litchis au sirop en conserve appertisée.
Si les litchis sont d'abord appréciés frais et nature, ils peuvent être accommodés en cuisine de nombreuses manières : crus dans des salades de fruits, cuits en pâtisserie ou en accompagnement de viandes.
Ils sont à la base de diverses préparations : sorbets, confitures, jus de fruit, ... De nombreuses marques proposent également des canettes de thé glacé aromatisé au jus de litchi et même certains brasseurs, notamment à La Réunion, ont élaboré des bières de Noël parfumées au litchi.
Les pulpes de litchi peuvent servir à confectionner un rhum arrangé par simple macération dans le rhum.
Le jus de litchi peut être transformé en vin de litchi. Michał Boym en 1656 signalait déjà cette pratique en Chine.
Enfin la méthode traditionnelle chinoise de conservation des litchis est de les faire sécher. Ils constituent alors une friandise populaire très appréciée et sont par exemple utilisés pour sucrer le thé.

### Valeur nutritionnelle et toxicité
Le litchi est un fruit riche en vitamine C, en vitamine B9 et en glucides.
Une étude de The Lancet a révélé que la consommation de litchi par une personne n'ayant pas mangé la veille pouvait être toxique et provoquer une encéphalopathie, en raison de la présence dans le fruit d'hypoglycine A et de MCPG (méthylènecyclopropyl glycine), des molécules aggravant l'hypoglycémie.

### Miel

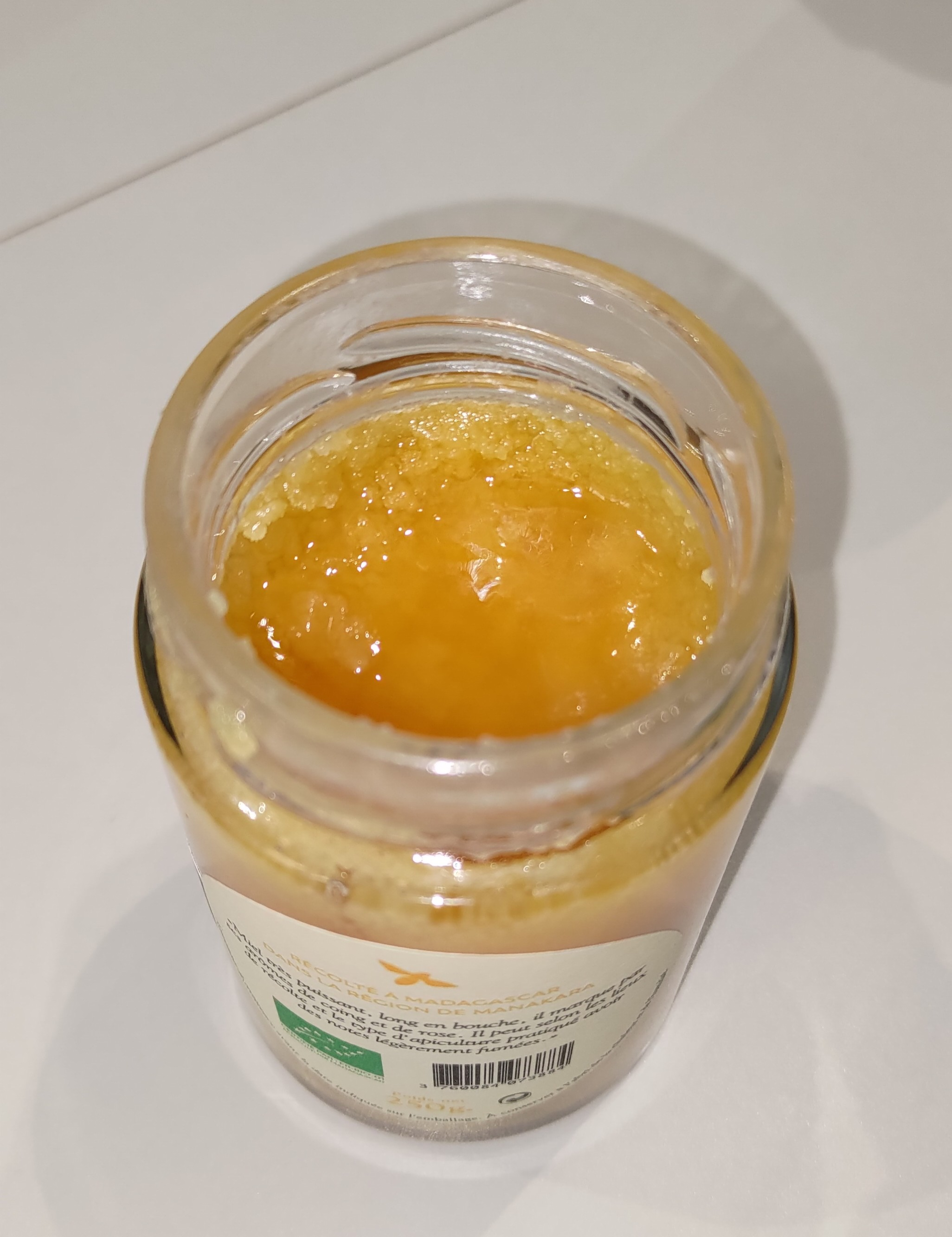
Miel de litchi.

Le litchi est une plante mellifère de qualité. La fécondation des fleurs est assurée par les abeilles. L'installation de ruchers à proximité de vergers de litchis permet à la fois d'améliorer la production fruitière et de récolter un miel de litchi, à la saveur douce et délicatement parfumée.

### Bois
Le bois de litchi, malgré ses formes souvent irrégulières et sa dureté qui le rend difficile à travailler, est recherché par les ébénistes et les tourneurs pour la finesse de son grain et sa coloration chaleureuse. Il sert à fabriquer meubles et objets divers.

### Usages médicinaux
Les litchis contiennent une levure nommée Saccharomyces boulardii qui peut maintenir et restaurer la flore intestinale du gros intestin ainsi que celle de l'intestin grêle. Le litchi peut donc avoir un effet probiotique.
Les graines qui contiennent des saponosides et sont riches en acides gras cyclopropaniques sont également reconnues dans la pharmacopée chinoise. Elles sont recommandées pour leurs propriétés astringentes, antalgiques, stomachiques (douleurs gastriques, transit intestinal) et tonique.
Semen Litchi 荔枝核 lizhihe
La Pharmacopée chinoise moderne indique la poudre du noyau de litchi.
- Fonctions :
  - active le flux du qi et calme la douleur ;
  - réchauffe l’abdomen et chasse le froid ;
  - dissipe la stagnation.
- Indications :
  - distension douloureuse du bas-ventre ;
  - douleurs testiculaires et hernie inguinale.

## Culture

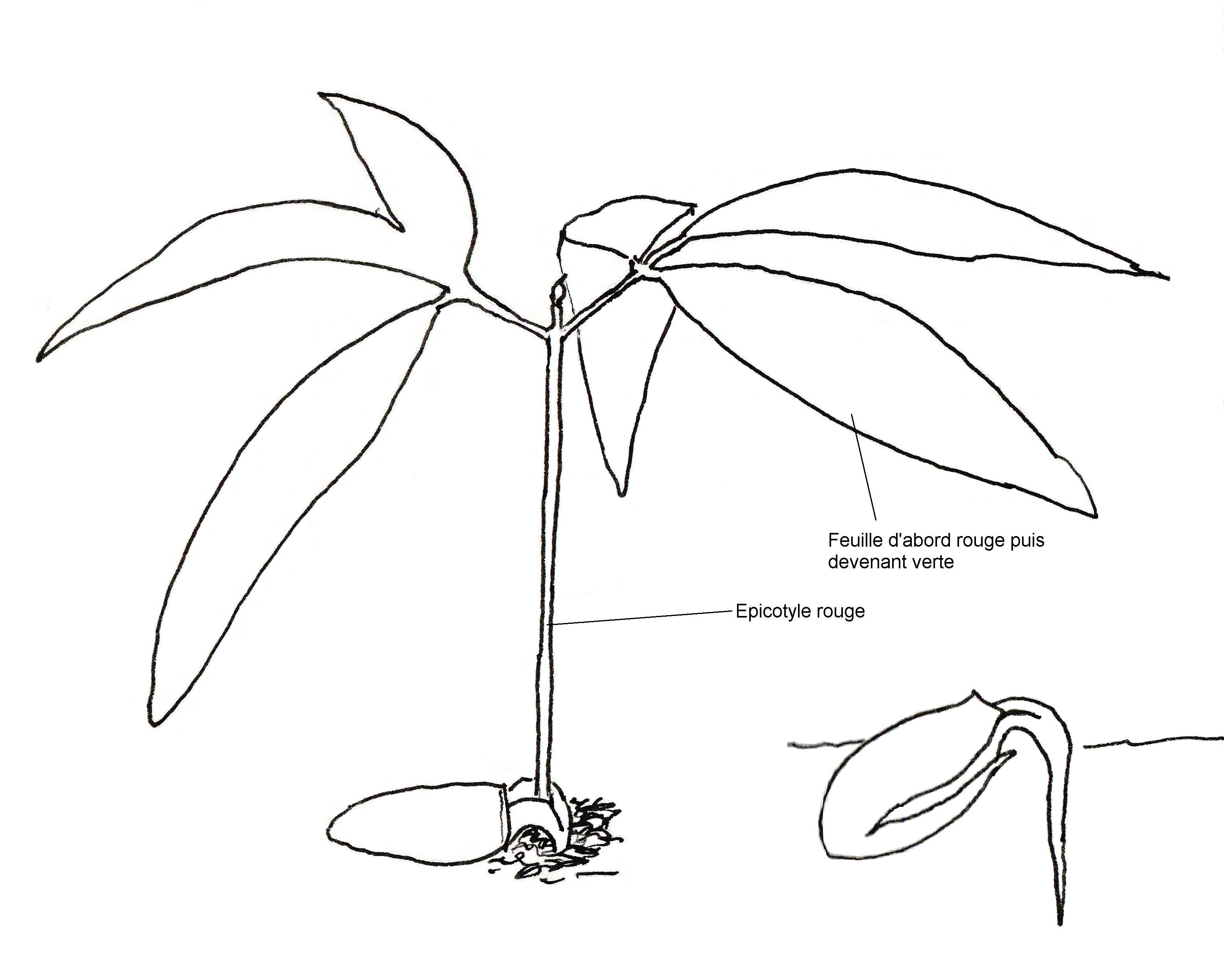
Germination de litchi

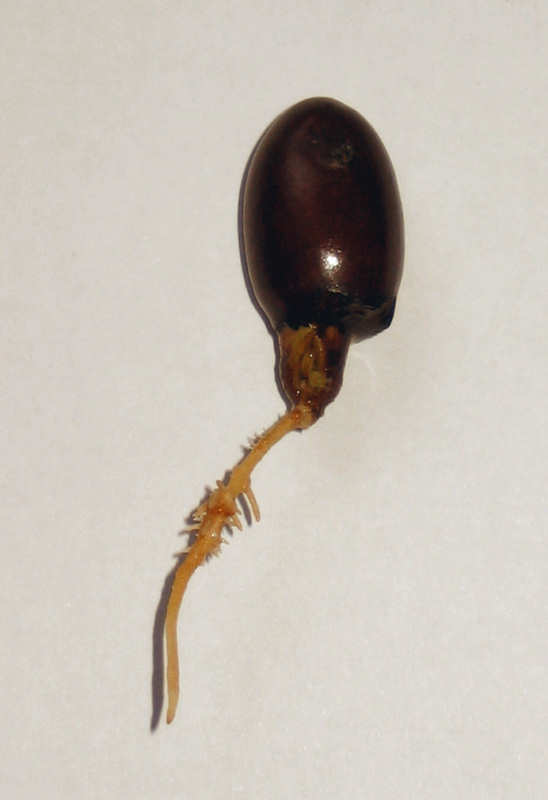
Noyau de Litchi et racine principale.

Le litchi nécessite un environnement humide et le substrat ne doit jamais être entièrement sec. La plante est très sensible au manque d'eau. Il est possible de cultiver le litchi en plantant deux clous au sommet d'un noyau (en veillant à ne pas l'endommager trop en profondeur) et en mettant la base du noyau dans l'eau. La racine sort du côté plat du noyau au bout de quelques semaines. L'eau doit être changée régulièrement et la racine peut mettre plusieurs mois avant de vraiment démarrer sa croissance. On peut ensuite transplanter le noyau dans un substrat aéré et humide. La racine étant très fragile, il faut bien faire attention lors de cette opération.
Les fruits n'apparaissent qu'après 4 à 5 ans.
On peut également faire germer des litchis dans un pot en plastique avec du coton humide. Une fois que la graine a germé, la planter dans un pot de terreau à l'abri du froid et avec beaucoup d'humidité et de soleil.
La production des fruits est sensible à l'alternance bisannuelle, la floraison étant contrôlée par des phytohormones cycliques et sensibles aux températures diurnes.
Le litchi a besoin d'un climat subtropical à nuits fraîches pour stimuler sa floraison. C'est ce qui explique sa production dans le sud de la Chine, notamment les provinces du Guangdong, du Fujian, et du Yunnan et Madagascar par exemple. Dans les zones où les températures tropicales sont constantes, on cultive plutôt le longane que le litchi.

## Conservation et traitement industriel des fruits

### Conservation
La température optimale pour la conservation est 5 °C, avec une marge à 10 °C selon le cultivar et la durée de stockage voulue. Les agents pathogènes causant la pourriture incluent: Alternaria sp., Aspergillus sp., Botryodiplodia sp., Colletotrichum sp. et des levures variées. Le contrôle de la pourriture peut être effectué en réduisant les dégâts physiques des fruits et en assurant un refroidissement rapide et en maintenant la température et l’humidité relative optimales (90-95 %) durant la commercialisation du litchi. Maintenir une humidité relative élevée est essentiel pour la réduction de la perte en eau et le brunissement, qui est le symptôme majeur de détérioration. D’autres traitements de contrôle de la pourriture sous considération incluent l’utilisation d’atmosphère enrichie en 10-15 % de CO2 et la lutte biologique.

### Traitements industriels
Le blanchissement par fumigation au SO2 suivi par une immersion dans de l’acide chlorhydrique dilué peut préserver la couleur des litchis ; cependant, ce traitement peut causer un après-goût indésirable et n’est pas autorisé dans le cas des litchis commercialisés aux États-Unis. L’irradiation à 0,3 kGy peut être utilisée pour la désinfestation contre les insectes sans effet néfaste sur les litchis. L’exposition à une chaleur de 45 °C pendant 30 minutes peut être utilisée pour contrôler quelques insectes des litchis. Des températures plus élevées et/ou des durées d’exposition plus longues sont néfastes pour le fruit.